# Caucourt
Caucourt es una comuna francesa situada en el departamento de Paso de Calais, en la región de Alta Francia.

## Demografía
| 284 | 283 | 268 | 275 | 270 | 277 | 334 |
| Para los censos de 1962 a 1999 la población legal corresponde a la población sin duplicidades (Fuente: INSEE [Consultar]) |     |     |     |     |     |     |